# Moviment rectilini
Un moviment rectilini és aquell moviment on el cos que es mou té una trajectòria rectilínia. Per tant, la seva velocitat es mantindrà constant en direcció i sentit - però no necessàriament en mòdul -, i l'acceleració normal — a causa de les variacions de direcció de la velocitat — serà nul·la.
El moviment rectilini és el més simple de tots els moviments. Segons la primera llei de moviment de Newton, els objectes que no experimenten cap força neta continuaran movent-se en línia recta amb una velocitat constant fins que estiguin subjectes a una força neta. En circumstàncies quotidianes, les forces externes com la gravetat i la fricció poden fer que un objecte canviï la direcció del seu moviment, de manera que el seu moviment deixa de ser lineal.

## Moviment rectilini uniforme (MRU)
És aquell moviment rectilini que es produeix quan el cos es mou amb velocitat constant. Tindrà, com qualsevol altre moviment rectilini, l'acceleració normal nul·la; per altra banda, també serà nul·la l'acceleració tangencial, ja que la velocitat es manté constant.
En la vida quotidiana és molt difícil, trobar objectes que es moguin amb velocitat constant, ja que sempre hi ha un fregament que fa que la velocitat disminueixi. Però és molt útil com a aproximació estudiar el moviment amb velocitat constant, ja que és senzill i ens aporta molta informació.
Com que la velocitat és una magnitud vectorial, direm que es manté constant quan no canvia:
- El mòdul, és a dir, el valor numèric.
- La direcció, que és la recta que conté.
- El sentit, que es determina per la punta de la fletxa.

Per tant, perquè no canviï la direcció, la trajectòria ha de ser una línia recta i el mòbil sempre ha d'anar en el mateix sentit i amb el mateix valor de la velocitat.
Aquest moviment s'anomena moviment rectilini uniforme (m.r.u.)
Es pot modelitzar el comportament d'un mòbil en MRU a partir d'una única funció o equació, que ens dona la posició en cada instant en funció del temps:
{\displaystyle x(t)=x_{0}+v\left(t-t_{0}\right)}
On:
{\displaystyle x\ } = Posició del mòbil respecte al sistema de referència triat
{\displaystyle x_{0}\ } = Posició inicial (quan {\displaystyle t=t_{0}})
{\displaystyle v\ } = velocitat, que es manté constant
{\displaystyle t\ } = temps
{\displaystyle t_{0}\ } = temps inicial (quan {\displaystyle x=x_{0}})

## Moviment Rectilini Uniformement Accelerat (MRUA)
És aquell moviment rectilini on la velocitat varia de manera constant, o sigui, existeix una acceleració tangencial constant i diferent de 0. Com en el cas anterior l'acceleració normal serà nul·la.
Aquest moviment es pot modelitzar amb dues equacions bàsiques que es poden ajuntar en una tercera que no depèn del temps. En aquest apartat estudiarem alguns tipus de moviments en què la velocitat canvia; són els moviments accelerats. Limitarem l'estudi als casos en què l'acceleració és constant, és a dir, als moviments rectilinis uniformement accelerats.
El moviment rectilini uniformement accelerat(m.r.u.a) és un moviment en què la trajectòria és una línia recta i l'acceleració és constant.

### Equació de la velocitat
En aquest cas, com que la trajectòria és rectilínia, no canvia ni la direcció ni el sentit, només el mòdul de la velocitat: per això només hi ha acceleració tangencial.
Aquesta equació/funció relaciona la velocitat del mòbil amb el temps.
{\displaystyle v(t)=v_{0}+a\left(t-t_{0}\right)}
On:
{\displaystyle v\ } = velocitat del mòbil en funció del temps t
{\displaystyle v_{0}\ } = velocitat inicial (quan {\displaystyle t=t_{0}})
{\displaystyle a\ } = acceleració, que es manté constant
{\displaystyle t\ } = temps
{\displaystyle t_{0}\ } = temps inicial (quan {\displaystyle x=x_{0}})

### Equació de la posició
Aquesta funció o equació ens dona la posició d'un mòbil en MRUA en cada instant, en funció del temps:
{\displaystyle x=x_{0}+v_{0}\left(t-t_{0}\right)+{\frac {1}{2}}a\left(t-t_{0}\right)^{2}}
On:
{\displaystyle x\ } = Posició del mòbil respecte al sistema de referència triat
{\displaystyle x_{0}\ } = Posició inicial (quan {\displaystyle t=t_{0}})
{\displaystyle v_{0}\ } = velocitat inicial del mòbil (quan {\displaystyle t=t_{0}})
{\displaystyle a\ } = acceleració, que es manté constant
{\displaystyle t\ } = temps
{\displaystyle t_{0}\ } = temps inicial (quan {\displaystyle x=x_{0}} i {\displaystyle v=v_{0}})

### Equacions no horàries
Tot i que no són necessàries per a la caracterització i l'estudi d'un MRUA, a l'hora de resoldre problemes poden resultar molt útils, ja que no incorporen el temps en la seva expressió (d'aquí el seu nom). S'obtenen a partir d'un sistema format per les dues equacions anteriors.
Equació no horària completa:
{\displaystyle v^{2}={v_{0}}^{2}+2a\left(x-x_{0}\right)}
Equació no horària simplificada: aconseguida considerant {\displaystyle v_{0}=0\ } i {\displaystyle x_{0}=0\ }.
{\displaystyle v={\sqrt {2ax}}}

### Cas particular de la caiguda lliure
Es considera caiguda lliure al model de moviment on un cos cau a causa de l'acció de la gravetat. L'acceleració en aquest cas és l'acceleració de la gravetat, en la superfície de la Terra g=-9.81 m/s². No es té en compte la fricció de l'aire ni les variacions que sofreix la gravetat en la superfície de la Terra. S'acostuma a agafar com a sistema de referència aquell que consisteix en una línia vertical on cap amunt es considera positiu, i cap avall negatiu. D'aquesta manera un cos que baixa té un desplaçament negatiu, i un que puja té un desplaçament positiu. En aquest sistema és important agafar l'acceleració amb valor negatiu.
Si prenem h com alçada, les fórmules resulten:
{\displaystyle h=h_{0}+v_{0}(t-t_{0})+{\frac {1}{2}}g(t-t_{0})^{2}}
{\displaystyle v=v_{0}+g(t-t_{0})\ }
{\displaystyle g=-9.81m/s^{2}\ }
{\displaystyle v^{2}={v_{0}}^{2}+2g(h-h_{0})}

## Acceleració
L'acceleració es defineix com la variació de la velocitat amb el temps. L'acceleració instantània és la segona derivada del desplaçament, és a dir, l'acceleració instantània es pot trobar diferenciant la posició respecte al temps dues vegades o diferenciant la velocitat respecte al temps una vegada, que es calcula de la següent manera:
{\displaystyle a={\frac {dv}{dt}}} o el que és el mateix,
{\displaystyle a={\frac {d^{2}x}{dt^{2}}}}
Les unitats de l'acceleració en el SI són {\displaystyle m\cdot s^{-2}} o metres per segon al quadrat.
Si {\displaystyle a_{m}} és l'acceleració mitjana i {\displaystyle \Delta v=v_{2}-v_{1}} és l'increment de la velocitat durant l'interval de temps {\displaystyle \Delta t} llavors
{\displaystyle a_{m}={\frac {\Delta v}{\Delta t}}={\frac {v_{2}-v_{1}}{t_{2}-t_{1}}}}